# Tomoderus constrictus
Tomoderus constrictus is een keversoort uit de familie snoerhalskevers (Anthicidae). De wetenschappelijke naam van de soort is voor het eerst geldig gepubliceerd in 1826 door Say.